# ۱۰۰۹ (قمری)
۱۰۰۹ (قمری)، هزار و نهمین سال در گاهشماری هجری قمری است. اول محرم این سال برابر با سیزدهم ژوئیه سال ۱۶۰۰ میلادی است.